# Epimeria angelikae
Epimeria angelikae is een vlokreeftensoort uit de familie van de Epimeriidae. De wetenschappelijke naam van de soort is voor het eerst geldig gepubliceerd in 2011 door Lôrz, Smith, Linse, Steinke.